# Ivan Jäderlund
Ivan Valdemar Paulus Jäderlund, född 5 januari 1870 i Valbo församling i Gävleborgs län, död 10 februari 1943 i Glanshammars församling i Örebro län, var en svensk präst och släktforskare.
Ivan Jäderlund var son till komminister Frans Oscar Jäderlund och Anna Carolina Vahlin. Han avlade teologisk-filosofisk, teoretisk teologisk och praktisk teologisk examen vid Uppsala universitet 1896. Han prästvigdes i Strängnäs stift 1896, blev komminister i Viby och Tångeråsa 1898 samt kyrkoherde i Glanshammar och Ringkarleby 1915. Han var släktforskare och gav ut ett flertal böcker samt författade tidningsuppsatser.
Första gången gifte han sig 1897 med Anna Westerberg (1875–1951), omgift Westling, dotter till fabrikören Per Wilhelm Westerberg och Mathilde Katharine Behrmann. De fick tre söner tillsammans: Frans Vilhelm Ivan Traugott Jäderlund (1899–1952), journalisten Christer Jäderlund (1901–1965; Ann Jäderlunds och Magnus Jäderlunds farfar) och Gudmar Jäderlund (1903–1977).
Andra gången gifte han sig 1909 med Elin Klintberg (1877–1947), dotter till handlanden Johan Fredrik August Klintberg och Anna Lovisa Höglund. De fick fem barn tillsammans: Maj Jäderlund (1910–1914), Britt Norén (1912–1964; Lars Noréns mor), konstnären Kurt Jäderlund (1914–1965), Ivan Waldemar Paulus Jäderlund (1916–1938) och Ulla Eriksson (1918–2003).